# Јастучница
Јастучница је навлака за јастук која се користи ради лакшег одржавања хигијене, али и као декорација. Постоје јастучнице у комплету постељине (јоргански чаршав, доњи чаршав, јастучница) или појединачни комади.

## Величина
Димензије јастучнице зависе од димензија јастука. Премале јастучнице неће моћи да се употребе и навуку, а превелике ће бити наборане и неће изгледати лепо. Јастуци су углавном стандардних димензија, те су и јастучнице углавном димензија 40x40, 50x70, 60x80. Посебне величине и облици јастучница су за бебе, за дојење, за труднице.

## Изглед
Јастучнице су квадратног или правоугаоног облика, али према јастуцима, могу бити и округле, ваљкасте, у облику омиљених животиња и ликова...
Са једне стране се отварају, да би се извадио јастук, и затварају помоћу дугмића, рајсфершлуса, преклопа, лепљиве/чичак траке.
Постељине, па и јастучнице су различитих боја, а посебно су разноврсне јастучнице за украсне јастуке, чији се дезен, једнобојан, дезениран или чак везен, израђен у гоблен-стилу, уклапа са остатком ентеријера. реф 3 Избор боје и изгледа декоративних јастучница може да освежи целу просторију. Многи познати дизајнери кажу да су јастуци као шлаг на торти, и да су софа или кревет без њих безлични и непотпуни. Забавни натписи, штампане слике, поруке или фотографије увесељавају и уносе динамику у собе.

## Материјал
Јастучнице за постеље се праве од природних материјала: памука, свиле, бамбус влакна, дамаста, лана, памучног или свиленог сатена. С обзиром да долазе у додир са лицем,  морају бити мекане и квалитетне. Не смеју да изазивају алергијске реакције и знојење.

## Одржавање
Одржавање јастучница предвиђа редовну замену и прање, како би се обезбедила задовољавајућа хигијена лица. Природни материјали се могу прати на вишим температурама, док се синтетички перу на нижим температурама. Зато се синтетички материјали предвиђају углавном за декоративне јастуке.

## Занимљивости
Према стилисткињи филмских звезда, Џен Еткин, памучне јастучнице упијају влагу из косе и коса ујутро изгледа суво и неуредно, док су свилене или сатенске јастучнице глатке, не остављају трагове од спавања на кожи, а сама тканина не исушује косу током ноћи.

## Галерија
- Јастучнице
- Декоративне јастучнице
- Декоративна јастучница